# فيليب إنغلمان
فيليب إنغلمان (بالسيريلية الصربية: Филип Енгелман) هو لاعب كرة قدم صربي في مركز قلب الدفاع، ولد في 9 فبراير 1991 في بلغراد في صربيا. لعب مع FC Ulaanbaatar ‏.

## وصلات خارجية
- فيليب إنغلمان على موقع Soccerway.com (الإنجليزية)